# Puente Félix-Houphouët-Boigny
El Puente Félix-Houphouët-Boigny (en francés:Pont Félix-Houphouët-Boigny) es una carretera y un puente ferroviario sobre la Laguna Ébrié que une las dos mitades de la ciudad de Abiyán, en el país africano de Costa de Marfil.
La estructura es un puente de vigas, con una caja hueca, de dos pisos con ocho partes de 46,5 m cada una lo que da una longitud total de 372 m.
Aunque fue construido originalmente en 1954, en 2012 se realizaron en él trabajos de rehabilitación.